# Ulrich Herrmann (Richter)
Ulrich Herrmann (* 2. Juli 1960 in Bonn) ist ein deutscher Jurist und Vorsitzender Richter am Bundesgerichtshof.

## Leben
Seine berufliche Laufbahn begann er im Februar 1990 nach Studium und Promotion (mit dem Titel Die Grundstruktur der Rechtshängigkeit) als Proberichter beim Landgericht Bonn und beim dortigen Amtsgericht. Im Juni 1991 wurde er an das damalige Bezirksgericht Frankfurt (Oder) abgeordnet, wo er als Präsidialrichter neben der Rechtsprechung in großem Umfang Verwaltungsaufgaben wahrnahm. Im Juni 1993 wurde er dort zum Richter auf Lebenszeit ernannt. Nach Abordnungen an das Brandenburgische Oberlandesgericht und an das Ministerium der Justiz des Landes Brandenburg folgte im November 1995 die Ernennung zum Vorsitzenden Richter am Landgericht bei dem Landgericht Frankfurt (Oder). 1998 wurde er wieder, zunächst im Abordnungswege und sodann als Richter am Oberlandesgericht, am Brandenburgischen Oberlandesgericht tätig, wo er neben seiner Rechtsprechungstätigkeit als Präsidialrichter für die Personalangelegenheiten des richterlichen Dienstes zuständig war. Von Oktober 1999 bis zum 9. Dezember 2003 war er beim Ministerium der Justiz und für Europaangelegenheiten des Landes Brandenburg tätig, wo er im Juni 2000 zum Ministerialrat ernannt wurde.
Öffentliche Kritik zog Herrmann im Herbst 2000 in der sog. „Büroleiter-Affäre“ auf sich, in der ihm vorgeworfen wurde, als Büroleiter des Justizministers Kurt Schelter (CDU) unzulässig Einfluss auf ein Gerichtsverfahren genommen und hierdurch die richterliche Unabhängigkeit verletzt zu haben, indem er eine Eildienstrichterin unter Androhung dienstrechtlicher Konsequenzen unter Druck gesetzt habe. Ein erster Versuch im Jahr 2002, Herrmann zum Richter am Bundesgerichtshof wählen zu lassen, scheiterte daraufhin am heftigen Widerstand einzelner Juristenvereinigungen. Sowohl die Neue Richtervereinigung als auch die in Verdi vertretenen Richter sowie die Arbeitsgemeinschaft sozialdemokratischer Juristinnen und Juristen forderten die Rücknahme des Besetzungsvorschlages.
Herrmann wurde demgegenüber vom Präsidialrat des Bundesgerichtshofs für das Amt als Bundesrichter als „besonders geeignet“ beurteilt, und auch Ministerpräsident Manfred Stolpe machte sich für ihn stark. Ungeachtet abermaligen Widerstands der genannten Juristenvereinigungen erfolgte im Mai 2003 die Wahl zum Bundesrichter, worauf Ulrich Herrmann am 10. Dezember 2003 zum Richter am BGH ernannt wurde. Seither gehört er dem vornehmlich für das Amts-, Staats- und Notarhaftungsrecht, das Recht der öffentlich-rechtlichen Entschädigung sowie für Rechtsstreitigkeiten über Dienstverträge und Geschäftsbesorgungsverhältnisse zuständigen III. Zivilsenat an, dessen stellvertretender Vorsitzender er seit dem 1. Mai 2012 war. Von Mai 2007 bis zum 31. Dezember 2015 war er zusätzlich dem Senat für Notarsachen zugewiesen. Am 4. August 2015 wurde er zum Vorsitzenden Richter am Bundesgerichtshof ernannt. Das Präsidium des BGH übertrug Herrmann den Vorsitz des III. Zivilsenats und 2019 zusätzlich den des Senats für Notarsachen. Außerdem nimmt er seit Februar 2007 bei dem BGH die Aufgaben des Beauftragten für EDV-Angelegenheiten wahr.